# Ambah
Ambah é uma cidade e um município no distrito de Morena, no estado indiano de Madhya Pradesh.

## Geografia
Ambah está localizada a 26° 43′ N, 78° 14′ L. Tem uma altitude média de 161 metros (528 pés).

## Demografia
Segundo o censo de 2001, Ambah tinha uma população de 36 443 habitantes. Os indivíduos do sexo masculino constituem 54% da população e os do sexo feminino 46%. Ambah tem uma taxa de literacia de 66%, superior à média nacional de 59,5%; com 61% para o sexo masculino e 39% para o sexo feminino. 16% da população está abaixo dos 6 anos de idade.